# Dyspnée de Kussmaul
 Mise en garde médicale
La dyspnée de Kussmaul (en latin dyspnoea, en grec dyspnoia de dyspnoos — court d'haleine) ou respiration de Kussmaul est une difficulté respiratoire profonde, souvent associée à une acidose métabolique sévère, notamment l'acidocétose diabétique, mais aussi parfois à une insuffisance rénale.

## Description

Comparaison de la dyspnée de Kussmaul avec d'autres dyspnées

La dyspnée de Kussmaul est une forme d'hyperventilation, c'est-à-dire une respiration qui réduit la teneur en dioxyde de carbone du sang par son rythme accéléré ou sa profondeur.
Dans le cas d'une acidose métabolique, la respiration est d'abord polypnéique (rapide et superficielle), mais elle devient profonde, pénible et suffocante, alors que l'acidose s'aggrave. On parle alors de dyspnée de Kussmaul.

## Terminologie
Le nom de cette dyspnée est introduit par le médecin allemand Adolf Kussmaul dans une publication de 1874 pour désigner le type de respiration qu'il observe parmi ses patients souffrant de diabète sucré, lorsque l'acidose métabolique est suffisamment sévère pour que le rythme respiratoire soit normal ou réduit.
Cette définition est reprise par plusieurs sources, dont Merriam-Webster. D'autres sources, en revanche, utilisent également ce nom pour désigner la respiration rapide lorsque l'acidose est moins sévère,.

## Mécanisme
Une acidose métabolique provoque rapidement une hyperventilation. Cette dernière est un des mécanismes de régulation de l'équilibre acido-basique de l'organisme. Ainsi, la dyspnée de Kussmaul est une compensation respiratoire de l'acidose métabolique en favorisant l'élimination de l'excès d'acide sous forme de dioxyde de carbone.
Les gaz du sang d'un patient présentant une dyspnée de Kussmaul sont ceux d'une acidose métabolique : ils se caractérisent par un faible pH, une concentration en bicarbonates diminuée, un excès de base fortement négatif et une pression partielle en dioxyde de carbone abaissée.
Dans un premier temps, les patients présentent une polypnée ; la dyspnée de Kussmaul apparaît quand l'acidose devient plus sévère. À l'origine d'ailleurs, Adolph Kussmaul identifie ce type de respiration comme un signe de coma et de mort imminente des patients diabétiques.

### Sources
- (en) Cet article est partiellement ou en totalité issu de l’article de Wikipédia en anglais intitulé « Kussmaul breathing » (voir la liste des auteurs).